# 경주 남산 불곡 마애여래좌상
경주 남산 불곡 마애여래좌상(慶州 南山 佛谷 磨崖如來坐像)은 대한민국 경주시 남산 불곡에 있는 삼국시대 신라의 마애불 좌상이다.  1963년 1월 21일 보물 제198호 경주남산불곡석불좌상(慶州南山佛谷石佛坐像)으로 지정되었다가, 2010년 8월 25일 현재의 명칭으로 변경되었다.

## 개요
경주 남산 동쪽 기슭 부처 골짜기의 화강암 바위에 깊이가 1m나 되는 석굴을 파고 만든 여래좌상이다.
불상의 머리는 두건을 덮어쓴 것 같은데 이것은 귀 부분까지 덮고 있다. 얼굴은 둥그렇고 약간 숙여져 있으며, 부은 듯한 눈과 깊게 파인 입가에서는 내면의 미소가 번지고 있다. 이런 점에서는 인왕리석불좌상과 유사하지만 전체적으로 자세가 아름답고 여성적이다. 양 어깨에 걸쳐입은 옷은 아래로 길게 흘러내려 불상이 앉아 있는 대좌(臺座)까지 덮고 있는데, 옷자락이 물결무늬처럼 부드럽게 조각되어 전체가 아름답게 조화를 이루고 있음을 볼 수 있다.
이 석불은 경주 남산에 남아있는 신라 석불 가운데 가장 오래된 것으로 삼국시대 후기에 만들어진 것으로 보이며, 이 불상으로 인하여 계곡 이름을 부처 골짜기라고 부르게 되었다.

## 특징
높이 3m, 폭 4m 정도 되는 바위에 높이 1.7m, 폭 1.2m, 깊이 0.6m의 감실을 파 그 안에 새긴 것으로 불상의 높이는 1.4m 정도이다. 감실은 입구가 아치형으로 되어 있고 석굴의 느낌을 주는데 단석산의 석굴사원, 군위 제2석굴암과 함께 석굴 양식의 변천을 연구하는 데 좋은 자료가 된다. 산죽이 무성한 대숲 사이 작은 바위 속에 새겨진 석불좌상은 조각양식으로 보아 고신라의 것으로 보이며 현재 남아 있는 남산의 불상 중에서 가장 오래된 것이다.
배를 그러안은 듯한 손갖춤을 짐작할 수 있는 대의(大衣)나 치마처럼 대의가 좌대를 덮는 상현좌(裳懸座)를 볼 때 백제의 예산사면석불이나 태안마애삼존불에서 그 양식적 선구를 찾을 수 있다.
얼굴은 고부조로 도드라졌으나 몸은 저부조로 얕게 조각되어 있다. 육계는 낮고 머리는 소발이며 고개를 약간 숙여서 명상에 잠긴 듯하다. 얼굴은 부드러운 양감으로 조각되었는데 광대뼈가 나오고 눈두덩도 불거져 있다. 어깨를 각지게 표현하여 상체가 네모나다. 두 손도 소매에 넣어 가슴에 모아서 전체적으로 네모진 모습이 안정감 있게 보인다. 오른발을 왼발 위에 올렸는데 발이 유난히 커서 삼국시대의 큰 손발 표현을 확인할 수 있다. 불의는 통견인데 두께가 느껴지고 옷깃이 매우 넓어 태안마애삼존불상에서 볼 수 있는 삼국시대 옷깃 조각의 전통을 볼 수 있다. 모든 옷 주름 선은 선각으로 표현되었다. 소매에서 내리는 선묘들은 폭포처럼 흘러내리고 무릎 위의 선도 물결처럼 겹겹이다. 무릎 아래서 흘러나오는 주름이 2단을 이뤄 대좌를 덮어 상현좌를 이룬다. 이처럼 안정된 구도, 단아한 형태, 부드러운 양감을 보이면서도 내면에서 발산하는 불력을 은은히 표현하여 삼국시대의 고졸미를 대표하는 불상이라 할 수 있다. 왕즉불 사상에 의거해서 실제 선덕여왕의 얼굴이 본존불의 모델이라는 김기흥 교수의 주장이 있다.

## 사진

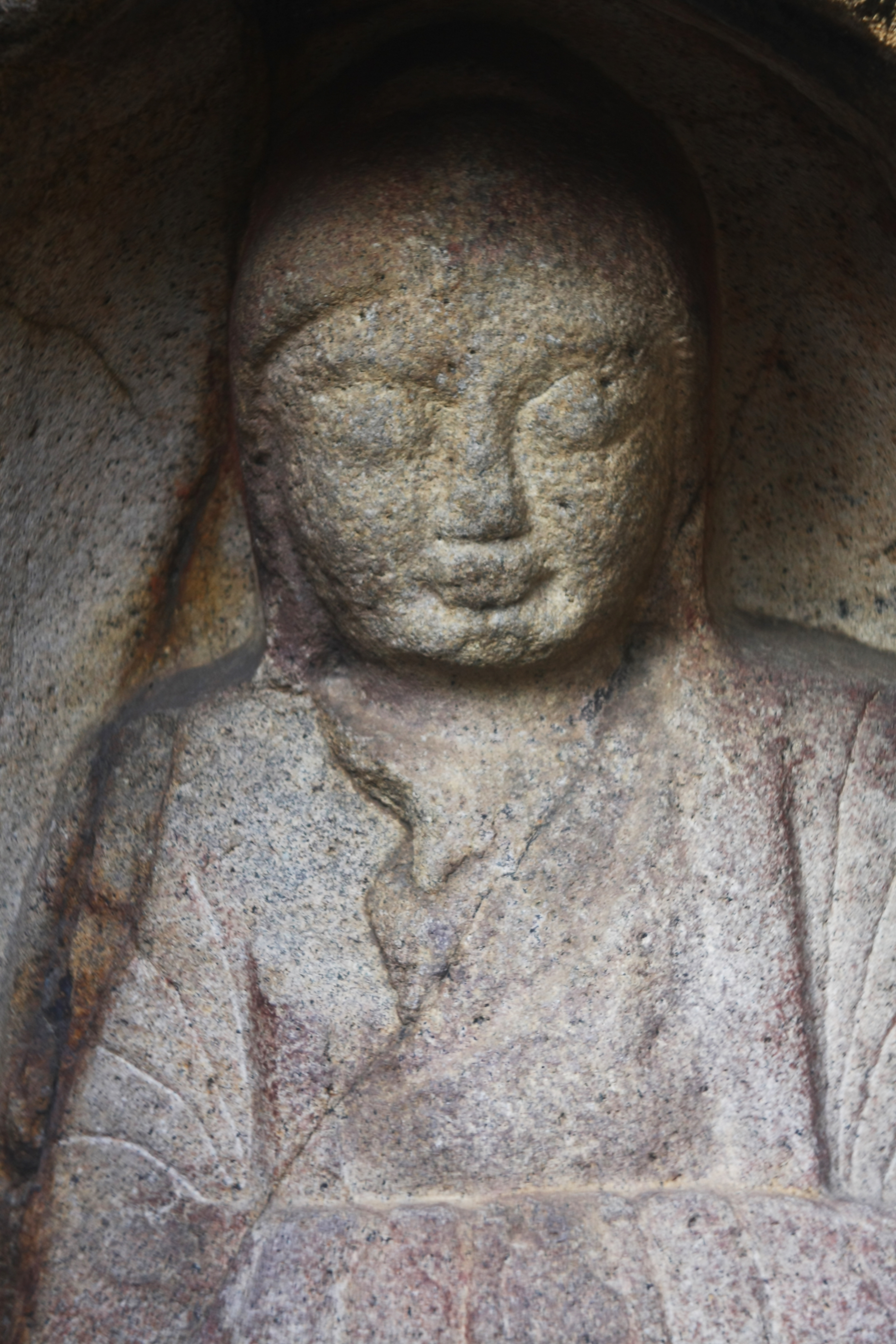

## 같이 보기
- 경주시의 지질
- 한국의 화강암

## 참고 문헌
- 경주 남산 불곡 마애여래좌상 - 국가유산청 국가유산포털